# Donnelly (Idaho)
Donnelly é uma cidade localizada no estado americano de Idaho, no Condado de Valley.

## Demografia
Segundo o censo americano de 2000, a sua população era de 138 habitantes.
Em 2006, foi estimada uma população de 151, um aumento de 13 (9.4%).

## Geografia
De acordo com o United States Census Bureau tem uma área de
0,7 km², dos quais 0,7 km² cobertos por terra e 0,0 km² cobertos por água. Donnelly localiza-se a aproximadamente 1474 m acima do nível do mar.

## Localidades na vizinhança
O diagrama seguinte representa as localidades num raio de 52 km ao redor de Donnelly.